# ألكسندر باتلر
ألكسندر باتلر (بالإنجليزية: Alexander Butler)‏ هو مخرج وممثل أمريكي، ولد في 1869 في الولايات المتحدة، وتوفي في 1959.

## وصلات خارجية
- ألكسندر باتلر على موقع IMDb (الإنجليزية)
- ألكسندر باتلر على موقع أول موفي (الإنجليزية)
- ألكسندر باتلر على موقع قاعدة بيانات الأفلام السويدية (السويدية)